# Hvozd (Boemia centrale)
Hvozd è un comune della Repubblica Ceca facente parte del distretto di Rakovník, in Boemia Centrale.